# پیشگامان آمریکایی

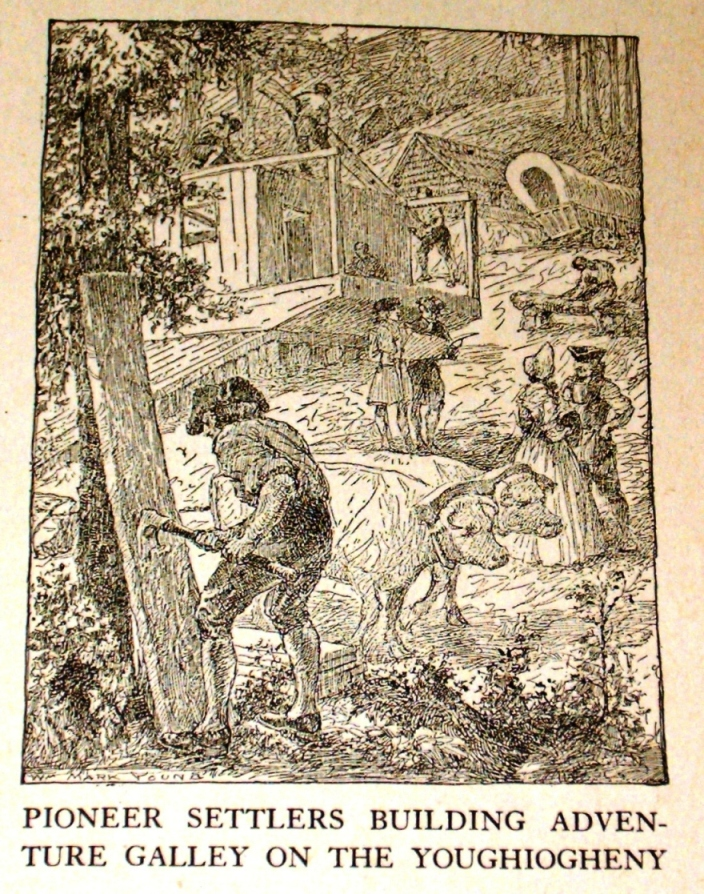
پیشگامان آمریکایی در مارس ۱۷۸۸ و در حال ساخت قایق مسطح در منطقه سامریل فری

پیشگامان آمریکایی (انگلیسی: American pioneer) به‌طور عام، واژه‌ای است انتساب داده شده به تمام افرادی که در تاریخ آمریکا، اقدام به مهاجرت به سمت غرب نمودند تا در شهرک‌سازی و توسعه مناطق جدید به سایرین بپیوندند. این اصطلاح به ویژه به کسانی نیز اشاره داشت که قصدشان مستقر شدن در سرزمین‌هایی بود که تا پیش از آن توسط اروپاییان، آفریقایی‌ها و سایرین تصرف نشده بود هر چند، گاهی این سرزمین‌ها تحت اختیار و تملک سرخ‌پوستان آمریکایی نیز بودند.

## نگارخانه

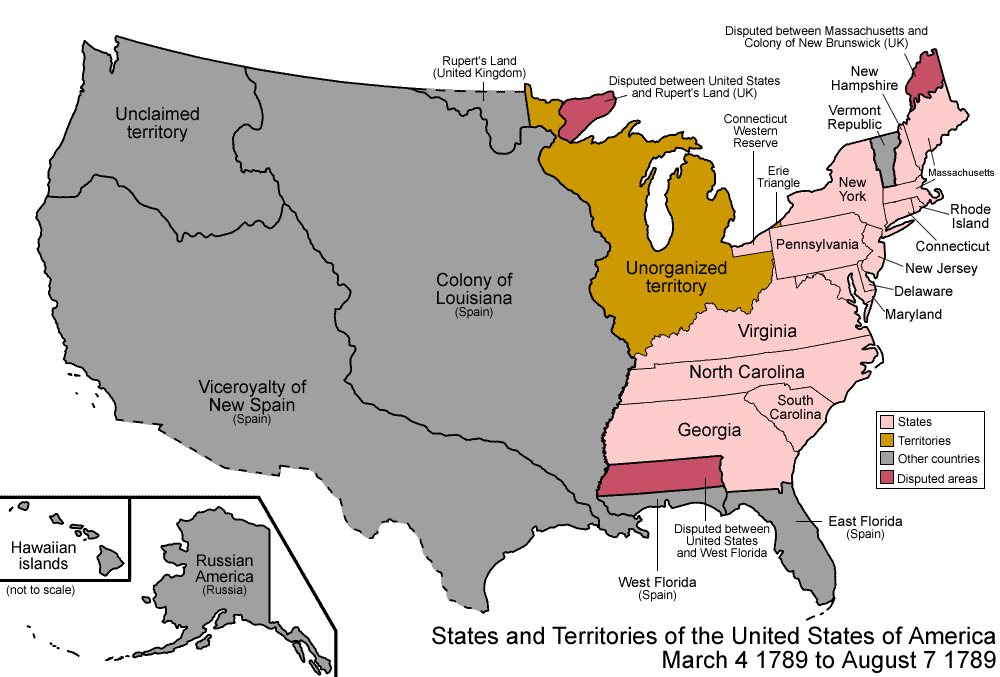